# جاسم عاصي
جاسم عاصي (1945-) هو كاتب عراقي، ولد في مدينة الناصرية، وعمل في التعليم الابتدائي منذ عام 1964 وحتى عام 2008، بدأ النشر منذ عام 1965 في الصحف والمجلات العراقية والعربية، يكتب القصة القصيرة والرواية والنقد، وله العديد من الإصدارات القصصية، كان عضو المجلس المركزي في الاتحاد العام للأدباء والكتاب في العراق. 

## مؤلفات
صدرت له عدة أعمال منها:
روايات:
- «مستعمرة المياه»، 2004
- «انزياح الحجاب ما بعد الغياب»، 2009
- «ليالي المنافي البعيدة»، 2009
- «ما قيل وما»، 2010
- «في انتظار الضفاف البعيدة» (مجموعة روايات)، 2011

مؤلفات أخرى:
- «الخروج من الدائرة» (قصص)، 1974
- «خطوط بيانية» (قصص)، 1980
- «الحفيد» (قصص)، 1988
- «مساقط الضوء» (قصص)، 1999. [3]

## جوائز
- جائزة مؤسسة ناجي النعمان بلبنان لعام 2006.
- جائزة وزارة الثقافة للأبداع الروائي لعام 2010 عن رواية “إنزياح الحجاب ما بعد الغياب”.
- جائزة وزارة الثقافة للإبداع النقدي لعام 2014.
- جائزة أدب الرحلات مسابقة الراحل (ناجي الساعاتي) عام 2015.